# Rede de Ação Direta
Rede de Ação Direta (em língua inglesa, Direct Action Network) foi uma confederação de organizações anarquistas e antiautoritárias formada para coordenar a mobilização contra a OMC em Seattle, (Washington, E.U.) em 1999, na qual desempenhou papel de destaque tanto pelas ações levadas a cabo como pela forma de organização. Foram os integrantes da DAN que propuseram que, ao invés de uma simples manifestação contra a Reunião da OMC,a própria realização de tal encontro fosse frustrada, objetivo cujo êxito foi alcançado junto com outras organizações e grupos.
Imediatamente depois de Seattle, importantes membros da DAN formaram a Rede de Ação Direta Continental (Continental Direct Action Network),  para expandir as secções em 12 cidades dos Estados Unidos e do Canadá. A CDAN adotou os princípios de unidade fundamentados naqueles apontados pela Ação Global dos Povos.
As secções regionais desta Rede de Ação Direta estavam formadas por grupos de afinidade autônomos que coordenavam ações por meio de assembleias usando a delegação e a tomadas de decisões por consenso.
Após suas atividades em Seattle, a DAN teve um papel determinante nos seguintes protestos/mobilizações:
- Protestos contra o FMI/Banco Mundial, abril 8-17, 2000
- Protestos contra o Convenção Nacional Republicana, Filadélfia, julho 29 de 2000
- Protestos contra o Convenção Nacional Democrata, Los Angeles, agosto 11 de 2000
- Protestos ante a posse de George W. Bush, Washington D.C., agosto 11 de 2001
- Protestos contra o Foro Econômico Mundial, Cidade de Nova York, fevereiro de 2002

Após os ataques terroristas de 11 de setembro, a Rede começou a decair. Sua última grande mobilização foi na Cidade de Nova York (NYC) em Fevereiro de 2002, onde remanescentes da organização local foram responsáveis por levarem adiante ações contra o Fórum Econômico Mundial que contaram com 15.000 a 20.000 pessoas. NYC-DAN logo foi eclipsada pela Coalizão Outro Mundo é Possível (The Another World is Possible Coalition), uma rede local de Nova York que estava formada originalmente por membros da DAN.
Desde seu desaparecimento, vários dos ex-integrantes vêm realizando ações importantes em mobilizações regionais e nacionais, também em grupos incluindo organizações contra a guerra, Ação Global dos Povos de NYC, a Aliança Anarquista Metropolitana de Nova Iorque, o Fórum Social de NYC e outras atividades organizacionais.
Os websites da DAN já não possuem mais manutenção.